# Nadine Härdter
Nadine Härdter (* 29. März 1981 in Kandel) ist eine ehemalige deutsche Handballspielerin.

## Karriere
Härdter begann das Handballspielen in ihrer pfälzischen Heimat beim TSV Kandel. Im Jahr 1997 wechselte sie über den Rhein zur TSG Ketsch, wo sie drei Jahre lang spielte. Danach schloss sich die gelernte Fahrzeuglackiererin dem BVB Dortmund an. Ab der Saison 2006/07 spielte sie für den Thüringer HC. Nach vier Spielzeiten in Thüringen wechselte sie zum Ligarivalen VfL Sindelfingen. Nachdem Sindelfingen 2011 seine Mannschaft zurückgezogen hatte, fand sie anfangs keinen neuen Verein und gab knapp ein Jahr später ihr Karriereende bekannt.
Sie gehörte zu den besten deutschen Handballspielerinnen auf der Linksaußenposition. Nach ihrem ersten Länderspiel im Jahre 1999 gegen Kroatien dauerte es fünf Jahre, bis sie sich zur Stammspielerin in der Nationalmannschaft entwickelte. Bei der Weltmeisterschaft im Dezember 2005 wurde Härdter mit der deutschen Handballnationalmannschaft Sechste, bei der Weltmeisterschaft im Dezember 2007 Dritte. Sie stand im Aufgebot der deutschen Nationalmannschaft für die Handball-Weltmeisterschaft der Frauen 2009 in China, wo man den 7. Platz belegte.

## Erfolge
- 3. Platz Junioren-WM 2001, Jugend-EM 1999
- 3. Platz WM 2007
- 4. Platz EM 2006
- 6. Platz WM 2005
- 5. Platz EM 2004
- 7. Platz WM 1999
- EHF-Challenge-Cup-Siegerin 2003 mit Borussia Dortmund